# Söhrewald
Söhrewald é um município da Alemanha, situado no distrito de Kassel, no estado de Hesse. Tem 58,9 km² de área, e sua população em 2019 foi estimada em 4.686 habitantes.